# 山口務
山口 務（やまぐち つとむ、1941年6月7日 - ）は、京都府出身の通産官僚。

## 人物
1970年代の公害第一課総括係長在任中に経験してきた産業公害対策や、さらに大気汚染防止法や水質汚濁防止法の立案作業に第一線で関わり、その経験を踏まえて21世紀に世界が直面する温暖化等地球環境問題の解決に革新的技術の開発、実用化が不可欠であり、日本が世界で主導的役割を果たすべきとして通産省（現：経産省）で地球環境室の設置を他に先駆けて実現した。この考えを基に設立された（財）地球環境産業技術研究機構（RITE：関西文化学術研究都市（京都府木津川市）に本部）の専務理事として11年間、その創立、発展を牽引し、化学的CO2固定化プロジェクト、CO2地中貯留プロジェクトや砂漠緑化プロジェクトなどCO2削減の研究開発促進に携わってきた。
その傍ら自らが体験した公害克服のための政策や必要な技術およびRITEが開発中の最先端のテクノロジー開発の動向を、高度成長期にある中国（上海交通大学、大連理工大学）および国内（奈良先端科学技術大学院大学、京都産業大学）の大学などで教鞭していた。
さらに地域振興整備公団在職中にはベンチャー企業の育成による地域振興の業務に携わり、先の中国の大学との交流の経験を活かし「アジア起業家村構想」を提唱した。同公団が統廃合されたためこの構想をNPO法人を設立し、現在その実現に注力している。

## 略歴
- 京都市立伏見高等学校卒業
- 京都大学農学部卒業
- 1964年 通商産業省入省(大臣官房企画室[2])
- 1968年 公害保安局公害第二課総括係長
- 1971年 公益事業局計画課課長補佐
- 1973年 経済企画庁総合開発局総合開発課長補佐
- 1974年 国土庁計画調整局計画課長補佐[2]
- 1976年 基礎産業局総務課法令審査委員[2]
- 1977年 中小企業庁総務課法令審査委員[2]
- 1978年 中小企業庁小規模企業部参事官[2]
- 1981年 外務省在ドイツ日本国大使館参事官
- 1984年 基礎産業局アルコール管理課長[2]
- 1985年 基盤技術研究促進センター総務部長
- 1987年 資源エネルギー庁石炭部計画課長
- 1988年5月 通産省立地公害局総務課長
- 1989年6月 九州通産局長（1990年6月に退官）
- 1990年7月 財団法人・地球環境産業技術開発機構専務理事
- 1995年 大連理工大学客員教授
- 1997年 上海交通大学客員教授
- 1998年 奈良先端科学技術大学院大学客員教授
- 1999年 京都産業大学客員教授
- 2001年 旧 地域振興整備公団副総裁
- 2004年 電気技術者試験センター理事長
- 2005年 NPO法人 アジア起業家村推進機構理事長

## 入省同期
- 熊谷弘、渡辺修、細川恒、中田哲雄、神戸史雄（製品安全協会理事長）、山浦紘一（特許庁審査第一部長、石油連盟専務理事）、横田捷宏、奈須俊和（夭折）など[3]。

## 著作
- 『産業公害と規制』 日経文庫 1971年
- 『地球環境再生への挑戦』 時事通信社 2002年